# Ficus bubu
Ficus bubu är en mullbärsväxtart som beskrevs av Otto Warburg. Ficus bubu ingår i släktet fikonsläktet, och familjen mullbärsväxter. Inga underarter finns listade i Catalogue of Life.